# Dorymyrmex goeldii
Dorymyrmex goeldii es una especie de hormiga del género Dorymyrmex, subfamilia Dolichoderinae. Fue descrita científicamente por Forel en 1904.
Se distribuye por Bolivia, Brasil y Colombia. Se ha encontrado a elevaciones de hasta 493 metros. Vive en microhábitats como la hojarasca.